# Like It
Like It — песня в исполнении белорусской певицы Зены, с которой она представляла Белоруссию на «Евровидение 2019».

## Евровидение
1 февраля было объявлено, что на национальном отборе Белоруссии было представлено 113 песен. Во время прослушивания 4 февраля 2019 года было исполнено 73 песни, из которых экспертное жюри выбрало 10 финалистов, среди которых была и Зена с песней «Like It».
7 марта 2019 года одержала победу в национальном отборе международного конкурса песни «Евровидение-2019» и представила Белоруссию в первом полуфинале конкурса в Израиле.
14 мая 2019 года выступила под номером 8 в первом полуфинале песенного конкурса «Евровидение-2019» и набрала достаточно голосов, чтобы претендовать на финал. После окончательного подсчёта голосов жюри и телезрителей заняла 24-е место.

## Чарты
| Чарт (2019)           | Высшая позиция |
| --------------------- | -------------- |
| Belarus (Alpha Radio) | 1              |
| Belarus (BY TOP 10)   | 6              |

## Трек-лист
| №  | Название  | Длительность |
| -- | --------- | ------------ |
| 1. | «Like It» | 3:01         |